# Лук'янівка (Броварський район)
Лук'я́нівка — село в Україні, у Броварському районі Київської області. Належить до Баришівської селищної громади. Населення становить 849 осіб.
Однією з цікавинок Лук'янівки була Вознесенська церква, збудована 1879 року і зруйнована 2022 в ході російського вторгнення.

## Історія
Łukianow на річці Berezanka позначено на «Спеціальному та докладному плані України…» де Боплана (1650) та на пізніших мапах.

Братська могила воїнів Радянської Армії та пам'ятник воїнам-односельцям, які загинули під час німецько-радянської війни

У переписній книзі Малоросійського приказу (1666) згадується село Лукьяновка. У ньому було 7 дворів: у 5 дворах було 6 волів, а 2 двори були «бобильськими» (без землі). Усіх 7 чоловіків названо поіменно.
Наприкінці XVII століття село входило до складу володінь Родіона Дмитрашка.
Є на мапі 1812 року.
1910 - село з х. Дуброва - Раковича Войтівської волості Переяславського повіту Полтавської губернії, 248 господарств, 1273 особи обох статей з найманими робітниками.
Під час організованого радянською владою Голодомору 1932—1933 років померло щонайменше 387 жителів села.
24 березня 2022 року в селі точились бої, по завершенню яких Лук'янівка була звільнена українською армією.

## Населення
Згідно з переписом УРСР 1989 року чисельність наявного населення села становила 498 осіб, з яких 203 чоловіки та 295 жінок.
За переписом населення України 2001 року в селі мешкало 849 осіб.

### Мова
Розподіл населення за рідною мовою за даними перепису 2001 року:
| Мова       | Кількість | Відсоток |
| ---------- | --------- | -------- |
| українська | 843       | 99.29%   |
| російська  | 6         | 0.71%    |
| Усього     | 849       | 100%     |

## Відомі люди
- Бондар Віктор Миколайович — український військовик, молодший сержант Збройних сил України, учасник російсько-української війни. Народився в Лук'янівці.